# Reddit
Reddit /ˈrɛdɪt/,
hay cách điệu là reddit, là một trang web giải trí, dịch vụ giao tiếp xã hội, tin tức xã hội (social news) và tin tức trực tuyến (online newspaper), nơi mà cộng đồng các thành viên đã đăng ký có thể gửi lên nhiều loại nội dung, chẳng hạn như bài đăng chữ hay đường dẫn trực tiếp. Chỉ có các thành viên đăng ký sau đó mới có thể bầu chọn bằng mũi tên lên và mũi tên xuống (có thể coi như "thích" hoặc "không thích") cho những nội dung được gửi lên để sắp xếp các bài đăng và quyết định vị trí của nó trên các trang của trang web. Các mục nội dung được tổ chức theo lĩnh vực quan tâm gọi là các "subreddit" (các reddit con - phiên bản dịch chính thức gọi là chuyên mục) mà người dùng đăng ký có thể tự do tạo ra cộng đồng thảo luận của riêng mình với bất kì ngôn ngữ nào.
Reddit được sáng lập bởi Steve Huffman, Alexis Ohanian và Aaron Swartz. Nhà xuất bản Condé Nast tiếp quản trang vào tháng 11 năm 2006. Vào tháng 11 năm 2011, Reddit đã trở thành công ty con trực tiếp dưới quyền công ty mẹ của Condé Nast, Advance Publications (Mỹ). Tại thời điểm tháng 8 năm 2012, Reddit hoạt động như một tổ chức độc lập, mặc dù Advance Publications vẫn là cổ đông lớn nhất của nó. Reddit đặt trụ sở chính tại San Francisco, California.

## Tổng quan

### Trang web
Trang web là một tập hợp các bài được đăng lên bởi các thành viên đã đăng ký, bản chất là một hệ thống bảng tin. Cái tên "Reddit" là một cách chơi chữ với cụm từ "read it" (nghĩa là đã đọc), ví dụ như "I read it on Reddit".
Khi các mục (liên kết hay bài đăng chữ) được nộp lên một chuyên mục, các thành viên (redditors) có thể bầu chọn thuận hay chống lại chúng (upvote/downvote). Mỗi chuyên mục có một trang nhất riêng hiển thị các bài đăng mới nào được nhiều người thích. Các redditor còn có thể đăng bình luận về bài đăng, và có thể nói chuyện thảo luận với nhau trong một cây-trò-chuyện các bài bình luận; Các lời bình luận cũng có thể được upvote hay downvote. Trang nhất của chính trang reddit thì hiển thị một tập hợp các bài đăng được yêu thích nhất trong tất cả các chuyên mục mà người dùng đó đăng ký theo dõi.
Thứ hạng trong trang nhất, cho cả trang nhất chung và của chuyên mục riêng lẻ, được xác định theo tuổi của bài đăng, tỉ lệ phản hồi tích cực (upvote) hay tiêu cực (downvote) và tổng số bầu chọn.

### Người dùng
Việc đăng ký tài khoản trên Reddit là miễn phí và không yêu cầu hộp thư điện tử. Người dùng sẽ được gọi là các "redditor". Khi đăng nhập, người dùng sẽ có quyền bầu chọn cho các bài đăng và các bài bình luận, theo đó tăng hay giảm độ nổi bật của chúng, và quyền đăng các liên kết và các bình luận của chính mình. Người dùng cũng có thể tạo chuyên mục của riêng mình xoay quanh bất kì chủ đề nào mà người dùng đó muốn, và các người dùng khác nếu hứng thú có thể thêm chuyên mục đó vào trang chủ của họ bằng cách đăng ký theo dõi nó. Người dùng thu được "post karma", "comment karma", "awarder karma" và "awardee karma" (dịch chính thức theo tiếng việt là "điểm bài đăng", "điểm nhận xét", "điểm trao giải thưởng" và "điểm nhận giải thưởng") khi đăng các bài đăng và bình luận nổi bật, cũng như trao và nhận award, chúng sẽ được cộng dồn thành một giá trị điểm trên trang hồ sơ người dùng của họ. Những điểm này không dẫn đến việc đạt được bất kì phần thưởng nào mà chỉ có ý nghĩa thay cho một huân chương danh dự cho cống hiển của họ giữa những người dùng với nhau, mặc dù đã có những redditor thử đổi điểm của họ lấy thưởng trước đây.
Trong nội bộ trang web, các Redditor kỉ niệm "cake day" của họ một lần mỗi năm, đó là vào ngày kỉ niệm tài khoản của người dùng đó được thành lập. Ngày bánh "cake day" không mang đến lợi ích gì đặc biệt, ngoại trừ một biểu tượng nhỏ thay mặt một lát bánh xuất hiện kế tên người dùng đó trong vòng 24 giờ.

## Nhân khẩu học
Phần lớn người dùng của Reddit nghiêng về nam giới và người trẻ. Trong một cuộc khảo sát năm 2019 gần đây của Statista, tính riêng ở Hoa Kỳ, người ta thấy rằng 22% người dùng internet từ 18 đến 29 tuổi và 14% người dùng từ 30 đến 49 tuổi sử dụng Reddit. Cuộc thăm dò năm 2016 của Pew Research cho thấy, mặc dù tỉ lệ giới tính người dùng Internet ở Hoa Kỳ là 49% nam, 51 % nữ, hơn 2/3 người dùng Reddit ở Hoa Kỳ nghiêng về nam giới.
Thống kê năm 2020 gần đây từ Statista.com cho thấy số lượng người dùng Reddit lớn nhất là ở Hoa Kỳ, với 221,98 triệu người dùng. Vị trí thứ hai và thứ ba là Úc và Ấn Độ, với lần lượt là 17,55 triệu và 13,57 triệu người dùng.

## Những thông tin khác
Vào cuối năm 2020, Reddit đã mua Dubsmash, một ứng dụng chia sẻ video ngắn tương tự như TikTok.
Reddit Talk được công bố vào tháng 4 năm 2021 với tư cách là đối thủ cạnh tranh với Clubhouse. Reddit Talk cho phép người kiểm duyệt subreddit bắt đầu các phòng họp âm thanh bắt chước thiết kế của Clubhouse. Vào năm 2022, Reddit Talk được cập nhật để hỗ trợ ghi âm các phòng âm thanh và hoạt động trên phiên bản web của Reddit.

### Indonesia
Kể từ tháng 5/2014, Reddit đã bị Bộ Truyền Thông Và Công Nghệ Thông Tin của Indonesia chặn vì lưu trữ nội dung khỏa thân.

### Nga
Vào tháng 8 năm 2015, Nga đã cấm Reddit sau khi Cơ quan Kiểm soát Ma túy Liên bang của Nga quyết định rằng Reddit thúc đẩy các cuộc trò chuyện về ma túy gây ảo giác. Trang web đã được bỏ chặn sau đó.

### Trung Quốc
Vào tháng 6 năm 2015, Reddit đã bị chặn ở Trung Quốc trong một vài tuần. Trang web đã được bỏ chặn sau đó. Sau đó, nó đã bị chặn lại bắt đầu từ tháng 8 năm 2018 và vẫn chưa được bỏ chặn kể từ đó.

### 2010
Vào ngày 16 tháng 12, một người dùng tên Matt đã đăng một liên kết mô tả cách anh ấy đã hiến tặng một quả thận và kèm theo một liên kết JustGive để khuyến khích người dùng quyên góp cho Hiệp hội Ung thư Hoa Kỳ. Sau phản ứng tích cực ban đầu, người dùng Reddit bắt đầu nghi ngờ về ý định của Matt và cho rằng anh ta đang giữ số tiền quyên góp cho riêng mình. Người dùng đã gọi điện thoại đến nhà của anh ta và anh ta nhận được những lời đe dọa. Matt cuối cùng đã chứng minh rằng anh ta là người thật bằng cách tải lên hồ sơ bác sĩ của mình.

### 2021
Vào tháng 3, người dùng Reddit phát hiện ra rằng Aimee Challenor , một chính trị gia người Anh đã bị đình chỉ hoạt động trong hai đảng chính trị của Vương quốc Anh, đã được thuê làm quản trị viên cho trang web. Đảng Xanh đình chỉ cô là do cô giữ lại cha cô làm người quản lý chiến dịch tranh cử của cô sau khi ông bị bắt vì tội lạm dụng tình dục trẻ em . Sau đó, cô đã bị Đảng Dân chủ Tự do đình chỉ sau khi các dòng tweet mô tả những tưởng tượng về tình dục ấu dâm được phát hiện trên tài khoản Twitter của đối tác của cô. Reddit đã cấm người kiểm duyệt đăng một bài báo có đề cập đến Challenor và một số người dùng Reddit cáo buộc rằng Reddit đã xóa tất cả đề cập đến Challenor. Một số lượng lớn các subreddits, bao gồm r/Music có 27 triệu người đăng ký và 46 subreddits khác với hơn 1 triệu người đăng ký, đã chuyển sang chế độ riêng tư để phản đối. Vào ngày 24 tháng 3, Giám đốc điều hành của Reddit, Steve Huffman nói rằng Challenor đã không được kiểm tra kĩ trước khi tuyển dụng và Reddit sẽ xem xét các quy trình nội bộ liên quan. Challenor cũng bị loại khỏi vai trò quản trị viên Reddit.

### 2022
Vào ngày 25 tháng 1 năm 2022, một trong những người điều hành của subreddit r/antiwork, Doreen Ford, đã tham gia một cuộc phỏng vấn với người dẫn chương trình của Fox News, Jesse Watters. Cuộc phỏng vấn, bao gồm việc Ford không thể nói rõ mục đích hoặc hệ tư tưởng của diễn đàn và mô tả sự lười biếng như một đức tính, đã nhận về sự chỉ trích của thành viên r/Antiwork nói riêng và cộng đồng Reddit nói chung. r/Antiwork đã phải chuyển sang chế độ riêng tư. Ford sau đó bị loại khỏi danh sách người kiểm duyệt.